# Sissi (série de films)
Pour les articles homonymes, voir Sissi.

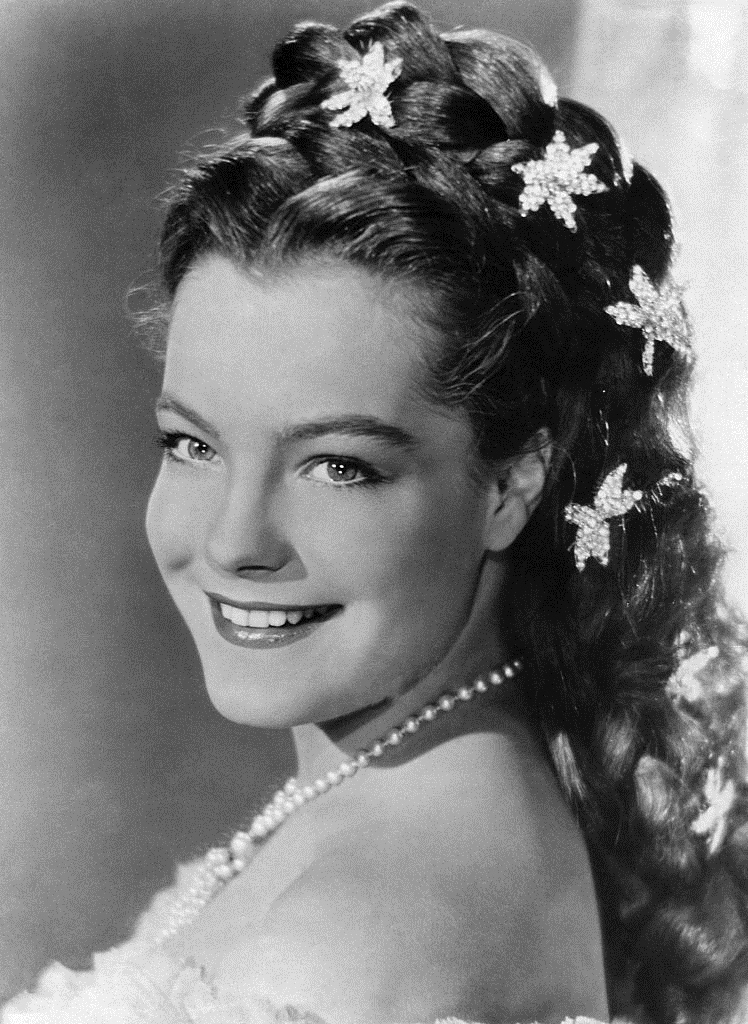
Romy Schneider

Sissi est une série cinématographique écrite et réalisée par Ernst Marischka entre 1955 et 1957. Elle raconte l'histoire d'amour de l'impératrice Sissi et de l'empereur François-Joseph. Les rôles principaux, Sissi et François-Joseph, sont respectivement joués par les acteurs Romy Schneider et Karlheinz Böhm.
1. Sissi (1955) ;
2. Sissi impératrice (1956) ;
3. Sissi face à son destin (1957) ;

Bien qu'il décrive une dynastie différente, le film Les Jeunes Années d'une reine (1954) fait souvent figure de prélude à la série de films, qui reprendra le même style, les mêmes décors, le même réalisateur, et les mêmes acteurs dans des rôles presque semblables.

## Fiche technique
| Équipe                       | Films                               | Films                               | Films                                  |
| Équipe                       | Sissi (1955)                        | Sissi impératrice (1956)            | Sissi face à son destin (1957)         |
| ---------------------------- | ----------------------------------- | ----------------------------------- | -------------------------------------- |
| Titre original               | Sissi                               | Sissi - Die junge Kaiserin          | Sissi - Schicksalsjahre einer Kaiserin |
| Réalisateurs                 | Ernst Marischka                     | Ernst Marischka                     | Ernst Marischka                        |
| Scénaristes                  | Ernst Marischka                     | Ernst Marischka                     | Ernst Marischka                        |
| Musique originale            | Anton Profes                        | Anton Profes                        | Anton Profes                           |
| Directeur de la photographie | Bruno Mondi                         | Bruno Mondi                         | Bruno Mondi                            |
| Producteur                   | Karl Ehrlich                        | Karl Ehrlich                        | Karl Ehrlich                           |
| Sortie                       | 21 décembre 1955                    | 19 décembre 1956                    | 19 décembre 1957                       |
| Sortie                       | 1er mars 1957                       | 16 août 1957                        | 10 septembre 1958                      |
| Durée                        | 102 minutes                         | 107 minutes                         | 106 minutes                            |
| Distribution                 | Société nouvelle de cinématographie | Société nouvelle de cinématographie | Société nouvelle de cinématographie    |

## Interprètes et personnages
- Romy Schneider : Élisabeth de Wittelsbach dite Sissi, Duchesse en Bavière puis par mariage, impératrice d'Autriche et reine de Hongrie, de Bohême et de Lombardie-Vénétie,
- Karlheinz Böhm : François-Joseph Empereur d'Autriche dit Franz
- Magda Schneider : la duchesse Ludovica en Bavière, mère de Sissi
- Gustav Knuth : le duc Max en Bavière, père de Sissi
- Uta Franz : La Duchesse Hélène en Bavière, sœur de Sissi
- Peter Weck : l'archiduc Charles-Louis, frère de Franz et premier amoureux de Sissi
- Vilma Degischer : l'archiduchesse Sophie, mère de Franz et tante de Sissi
- Erich Nikowitz : l'archiduc François-Charles, père de Franz et oncle de Sissi
- Walther Reyer : le comte Gyula Andrássy
- Josef Meinrad : le major puis colonel Böckl
- Karl Fochler : le comte Grünne
- Senta Wengraf : la comtesse de Bellegarde
- Iván Petrovich : le docteur Max Falk
- Hans Ziegler : le docteur Seeburger
- Hilde Wagener : la baronne de Wulffen
- Egon von Jordan : le ministre
- Otto Tressler : le maréchal Joseph Radetzky
- Richard Eybner : le chef de la Poste d'Ischl
- Sonia Sorel : Henriette Mendel concubine puis épouse morganatique de Louis, frère aîné de Sissi, faite Baronne de Wallersee après son mariage avec Louis
- Klaus Knuth : le prince Louis, frère aîné de Sissi
- Albert Rueprecht : l'archiduc Ferdinand-Maximilien, frère de Franz
- Peter Neusser : le comte Batthyáni, fils du comte Lajos Batthyány, révolutionnaire hongrois exécuté en 1849
- Walter Regelsberger : le maréchal Alfred de Windisch-Graetz

| Sissi                     | Romy Schneider  | Romy Schneider  | Romy Schneider      |
| Franz                     | Karlheinz Böhm  | Karlheinz Böhm  | Karlheinz Böhm      |
| Ludovica en Bavière       | Magda Schneider | Magda Schneider | Magda Schneider     |
| Max en Bavière            | Gustav Knuth    | Gustav Knuth    | Gustav Knuth        |
| Hélène en Bavière         | Uta Franz       | Uta Franz       | Uta Franz           |
| Charles-Louis             | Peter Weck      |                 |                     |
| Sophie                    | Vilma Degischer | Vilma Degischer | Vilma Degischer     |
| François-Charles          | Erich Nikowitz  | Erich Nikowitz  | Erich Nikowitz      |
| Gyula Andrássy            |                 | Walther Reyer   | Walther Reyer       |
| Böckl                     | Josef Meinrad   | Josef Meinrad   | Josef Meinrad       |
| Grünne                    | Karl Fochler    | Karl Fochler    | Karl Fochler        |
| Bellegarde                | Senta Wengraf   | Senta Wengraf   | Senta Wengraf       |
| Max Falk                  |                 | Iván Petrovich  |                     |
| Seeburger                 |                 | Hans Ziegler    | Hans Ziegler        |
| Wulffen                   | Hilde Wagener   | Hilde Wagener   |                     |
| Le ministre               | Egon von Jordan | Egon von Jordan | Egon von Jordan     |
| Joseph Radetzky           | Otto Tressler   | Otto Tressler   |                     |
| le chef de la Poste       | Richard Eybner  | Richard Eybner  |                     |
| Henriette Mendel          |                 |                 | Sonia Sorel         |
| Louis                     |                 |                 | Klaus Knuth         |
| Ferdinand-Maximilien      |                 |                 | Albert Rueprecht    |
| Batthyáni                 |                 |                 | Peter Neusser       |
| Alfred de Windisch-Graetz |                 |                 | Walter Regelsberger |

- Les cases grises indiquent que le personnage n’apparait pas dans le film.